# My Man (film, 1928)

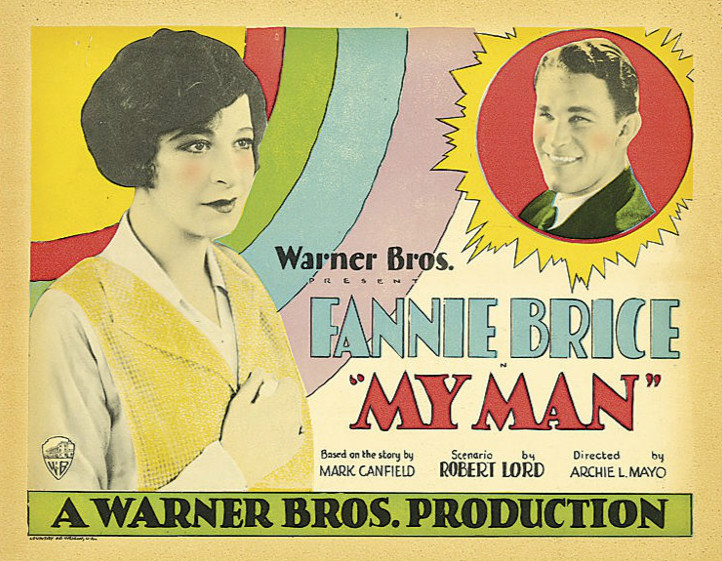
Carte promotionnelle du film.

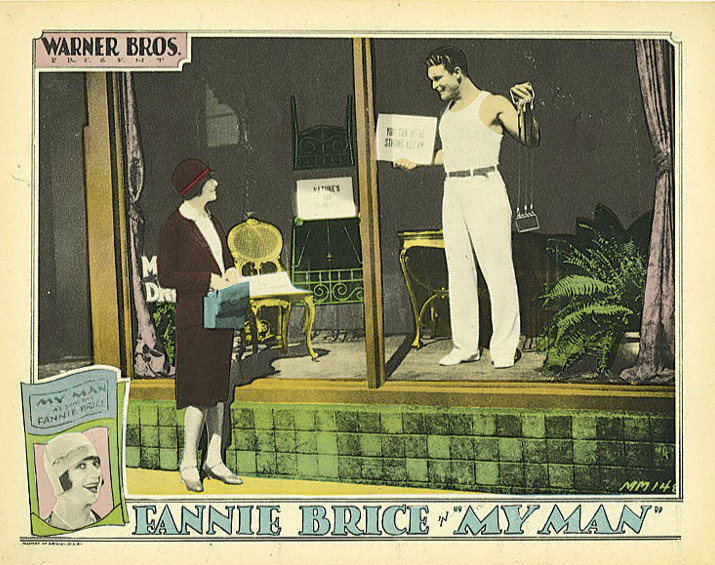
Autre carte promotionnelle du film.

Pour les articles homonymes, voir My Man.
My Man est un film américain partiellement parlant, réalisé par Archie Mayo, sorti en 1928.

## Synopsis
Fannie Brand, une jeune femme qui subvient aux besoins de son frère et de sa sœur en travaillant dans une fabrique de costumes de théâtre, tombe amoureuse de Joe Halsey, un jeune homme qui gagne sa vie en faisant la démonstration d'un appareil d'exercice dans la vitrine d'une pharmacie. Fannie et Joe fixent une date pour se marier, mais le mariage est annulé lorsque Fannie surprend Joe en train de faire la cour à sa sœur sans scrupules, Edna. Fannie auditionne pour Landau, un producteur de théâtre, et monte sur les planches de Broadway. Fannie rencontre un franc succès, et elle se retrouve bientôt dans les bras de Joe.

## Fiche technique
- Réalisation : Archie Mayo
- Scénario : Robert Lord d'après une histoire de Mark Canfield (Darryl F. Zanuck)
- Dialogues : Joseph Jackson
- Producteur : Edward Small
- Photographie : Frank Kesson
- Montage : Owen Marks
- Genre : Film musical[1], Comédie[2]
- Production : Warner Bros.
- Distributeur : Warner Bros.
- Durée : 99 minutes
- Date de sortie : 15 décembre 1928

## Distribution
- Fanny Brice : Fannie Brand

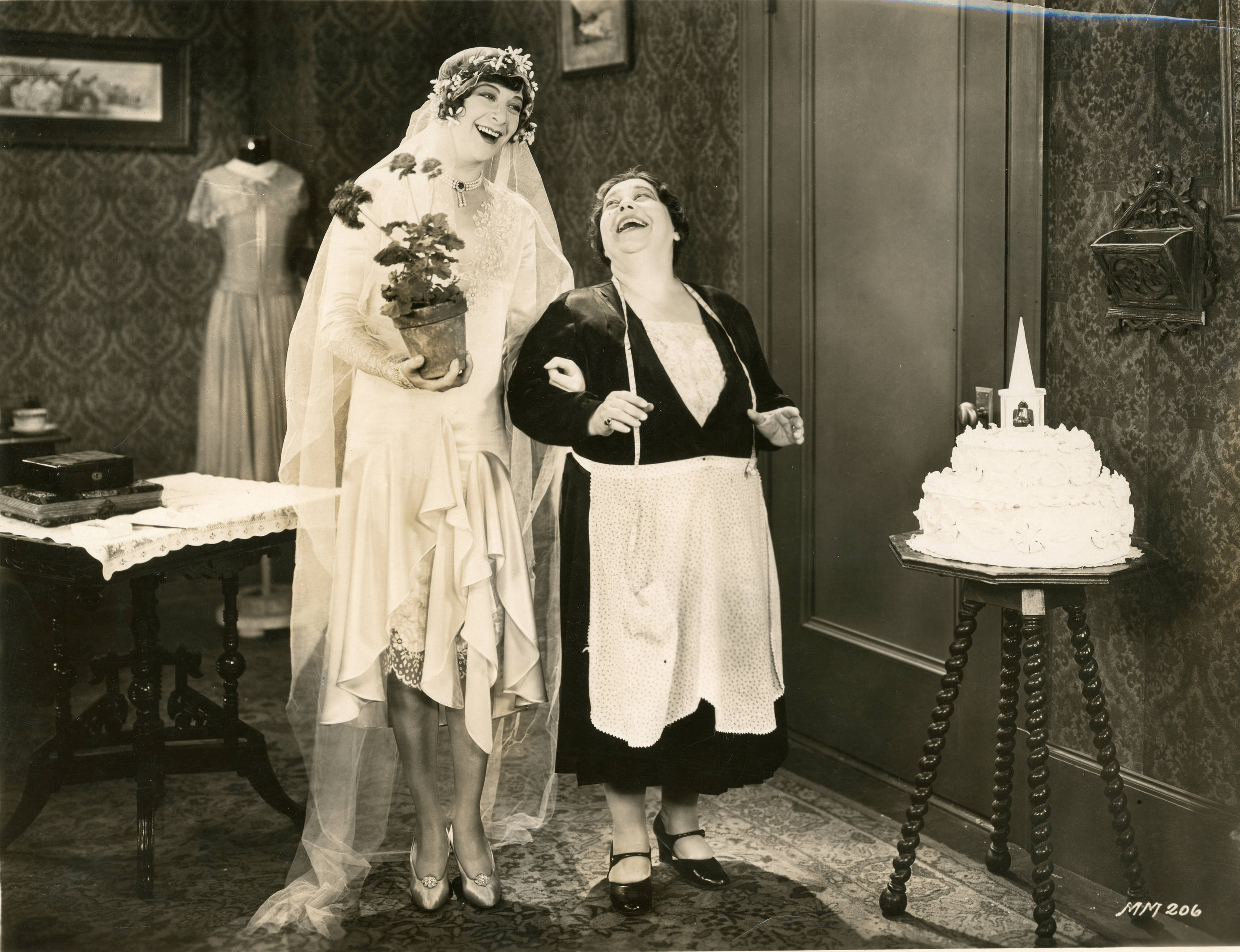
Fanny Brice et Ann Brody dans une scène du film.

- Guinn "Big Boy" Williams : Joe Halsey
- Edna Murphy : Edna Brand
- Andrés de Segurola : Landau
- Richard Tucker : Waldo
- Billy Seay : Sammy
- Arthur Hoyt : Thorne
- Ann Brody : Mrs. Schultz
- Clarissa Selwynne : Forelady